# محمد صدقي الجباخنجي
محمد صدقي الجباخنجي (27 مايو 1910- 11 نوفمبر 1992)، هو رسام أكاديمي مصري ولهُ اهتمام بالآثار ومركز الفنون وهو أيضاً صحفي ومؤرخ يتحدث عن جمال الريف في اسكتلاندا ويرسم عن الريف المصري. لُقِّبَ بـ"شيخ التشكيليين"، وهو من مؤسسي نقابة التشكيليين في القاهرة. وقد لعب دوراً هاماً ورائداً في الصحافة الفنية وأسس أول مجلة متخصصة في الفنون الجميلة (صوت الفن 1950). ولم يكن غريباً في تلك السنوات فقد اهتم المازني والعقاد ومحمد حسين هيكل بالفنون التشكيلية وكتبوا عنها وكانوا يعتبرون ذلك نوعا من الاستقلال الوطني. ولقد كان هذا الجيل مهتمًّا بإنشاء نقابة للفنون الجميلة ومشغولاً باكتشاف الذات، وكان صدقي الجباخنجي واحداً من هؤلاء. أسس عام 1933م المجمع المصري للفنون الجميلة، أصدر في الخمسينيات من القرن العشرين مجلة صوت الفن.

## وفاته
توفي بالقاهرة سنة 1993 عن عمر يناهز 82 عاما.